# Colombarone (Pesaro)
Colombarone est une zone archéologique située au 136 de la rue Saint Cristophe, sur le dernier tronçon de l'ancienne Via Flaminia qui, de Pesaro, rejoignait Rimini, près de Gradara et Gabicce Mare dans la province de Pesaro-Urbino.
La zone archéologique est située dans le Parc naturel régional du Mont San Bartolo.
Le site archéologique de Colombarone a rouvert au public en 2016 et l'Antiquarium y a été ajouté en 2019.
Le projet promu par MIBAC / Surintendance de l'Archéologie, des Beaux-Arts et du Paysage des Marches, Ales arte lavoro e servizi spa, Municipalité de Pesaro, Université Alma Mater Studiorum de Bologne, Institut du Parc San Bartolo.

## Fouilles
Colombarone a déjà fait l'objet de fouilles au XVIIIe siècle par le savant Pesarais Annibale degli Abati Olivieri. Dans cette recherche, ce dernier a émis l'hypothèse qu'il avait trouvé l'ancienne basilique de San Cristoforo Ad Aquilam qui, selon le liber pontificalis, en 743 apr. J.-C. était un lieu de rencontre entre l'exarque Eutichio et le pape Zaccaria.
Les structures retrouvées ont ainsi été reportées sur un plan de l'architecte Gian Andrea Lazzarini.
Les recherches d'Olivieri n'ont repris qu'en 1980, lorsque des chercheurs ont « redécouvert » la carte Lazzarini.
En 1983, la municipalité de Pesaro et le département d'archéologie de l'université de Bologne, d'abord avec Nereo Alfieri puis avec Pier Luigi Dall'Aglio, ont commencé les travaux de fouilles qui ont conduit après vingt-cinq ans d'activité, en juillet 2008, à ouvrir le site aux visiteurs.
Dans l'ensemble, les fouilles ont donné raison à Olivieri quant à la présence de l'ancienne basilique sur le site, mais il s'est avéré que les découvertes faites par le savant de Pesaro concernaient une villa romaine tardive du IVe siècle.

## Histoire et découvertes

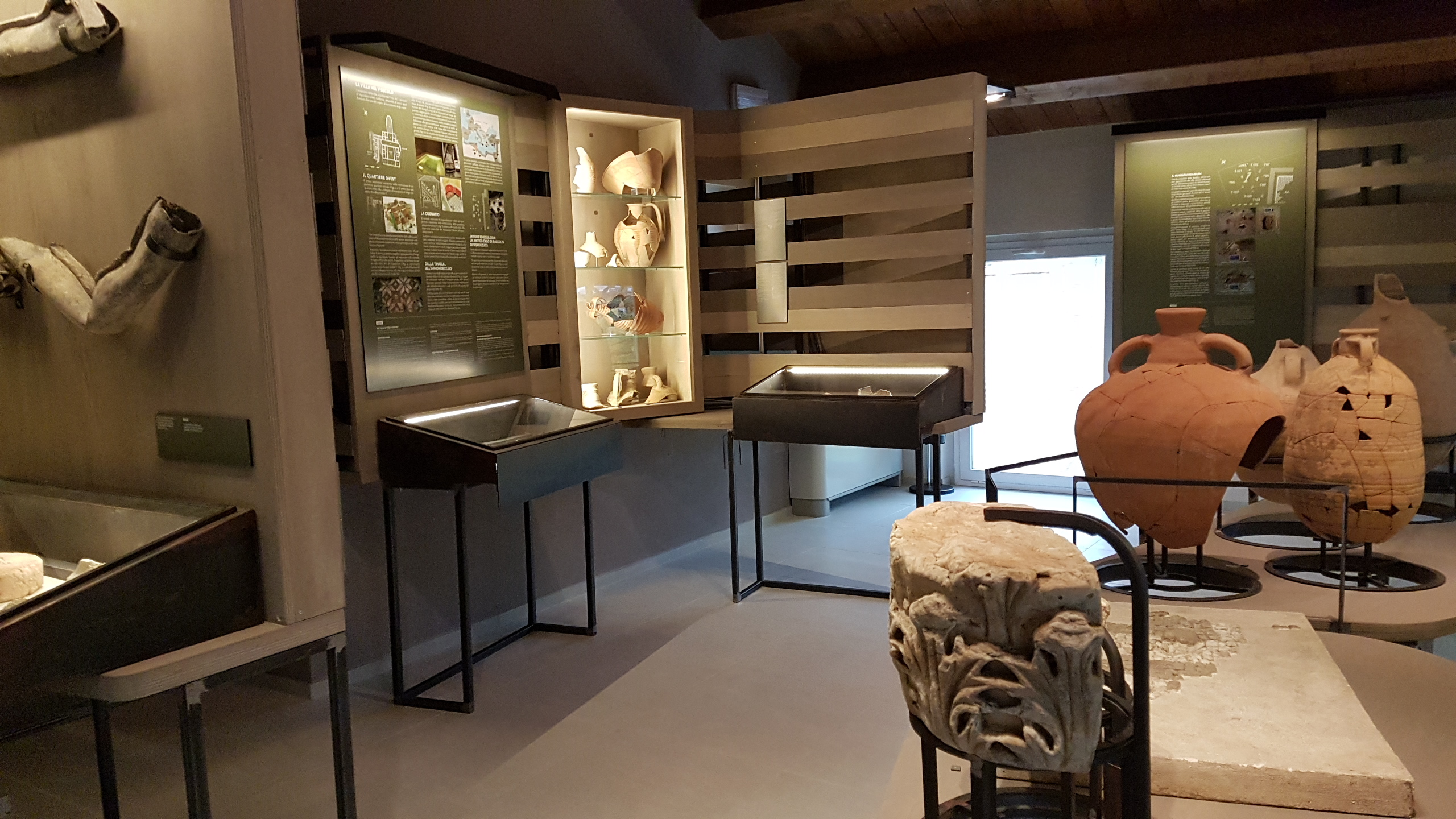
Antiquarium de Colombarone.

Le complexe résidentiel de la fin de l'époque romaine, l'un des rares de la région des Marches, se compose de cinq pièces alignées avec des sols en mosaïque polychrome et noir et blanc, caractérisés par des motifs géométriques et floraux.
La villa se distingue par la qualité des vestiges mis au jour, notamment des bracelets et des pièces d'or, des amphores d'origine orientale issues du commerce, des pipes en bronze et un chapiteau.
La résidence a du être très probablement détruite lors des ravages de la guerre gréco-gothique, avant son abandon définitif.
Elle a dû connaître une phase de déclin, comme en témoignent les interventions de repavage, vestiges de fours et foyers qui ne la configurent plus comme une structure résidentielle, mais productive.
Au cours du VIe siècle, certains secteurs de l'édifice sont abandonnés tandis que celui le plus représentatif est transformé en église chrétienne ; à cette époque naît ce qui sera la basilique médiévale de San Cristoforo ad Aquilam.
Au-dessus des vestiges de la villa se développe une nécropole dont la présence est sans doute imputable à l'existence de la basilique, comme le révèle la découverte d'une fosse funéraire qui avait pour fond la mosaïque d'une pièce de la villa et, à l'intérieur comme trousseau, un peigne en os datant du VIIIe sièclee.
Au cours des siècles suivants, l'église subit plusieurs modifications, prenant des dimensions considérables, jusqu'à ce qu'elle devienne à la fin du Moyen Âge une simple église paroissiale.
À la fin du XIIe siècle, la partie la plus ancienne a été démolie et la Chiesola (démolie en 1858) a été construite à sa place, dont une partie du mur d'enceinte a été récupérée.
Non loin de là, une petite église a été édifiée au XIXe siècle et l'actuelle paroisse dans les premières décennies du XXe siècle.

## Antiquarium
L'Antiquarium est situé dans les espaces de l'église du XIXe siècle récupérés par la municipalité de Pesaro.
Une vidéo multimédia introduit le parcours avec la reconstitution des pièces de la villa, riche de revêtements colorés et de décorations murales.
Le petit musée raconte l'histoire des fouilles, à partir de l'identification du site par Annibale Degli Abbati Olivieri, et expose les artefacts trouvés lors des recherches ultérieures.